# 飯塚高等学校
飯塚高等学校（いいづかこうとうがっこう）は、福岡県飯塚市立岩にある私立高等学校。学校法人嶋田学園が運営する。通称は「飯高」（いいこう）。
1970年代は 建築科、土木科があった。
2001年度までは男子校であった。
日本大学の元指定校。

## 沿革

### 年表
- 1962年（昭和37年） - 設置認可、開校。当初は男子校。
- 1985年（昭和60年） - 普通科に特進コース設置。
- 2000年（平成12年） - 介護福祉科設置。
- 2002年（平成14年） - 介護福祉科を男女共学化。
- 2003年（平成15年） - 総合学科を設置するとともに、全学科・コースを男女共学化。
- 2005年（平成17年） - 総合学科に製菓コース設置。
- 2006年（平成18年） - 自動車専攻科を設置。

## 教育組織
- 普通科
  - 特別進学コース
- 介護福祉科
  - 介護福祉コース
- 総合学科
  - 自動車エンジニアコース
  - 製菓コース
  - 健康スポーツコース（野球部・男子サッカー部・陸上部・駅伝部・女子バレー部・バトントワラー部・柔道部）
  - トータルライセンスコース
- 自動車専攻科

## 部活動など
野球部は九州大会にしばしば顔を出す強豪。元バレーボール全日本代表で福岡県出身の中西千枝子が、女子バレーボール部の監督に就任している。
野球部は、2008年夏（第90回）に、辛島航投手（卒業後に東北楽天ゴールデンイーグルスへ入団）を擁して初出場。筑豊地域の学校としては1980年夏（第62回）の田川高校以来28年ぶりであり、夏の甲子園大会においても福岡県北部地区（北九州地区および筑豊地区）の高校としては1996年（第78回）の東筑高校以来12年ぶりの出場であった。なお、2012年夏（第94回）にも、福岡県代表として2度目の出場を果たしている。
サッカー部は、福岡県大会で、全国大会優勝経験もある東福岡を破り、2021年にはインターハイ、2022年には全国高校サッカーにそれぞれ初出場を果たしている。
2011年には、吹奏楽部が全日本アンサンブルコンテストで金賞を受賞している。
製菓コースでは、2008年～2011年にスイーツ甲子園へ参加し、2008年の初回大会において決勝大会に進出し特別賞を受賞した。2009年は決勝大会で優勝し、2022年、2024年も優勝。

### 運動部
硬式野球（男）★、男子サッカー★、駅伝★、陸上★、女子バレーボール★、バトントワラー★、柔道★、女子バスケットボール★、ダンス、男子バスケットボール、ソフトテニス　

### 文化部
吹奏楽★、製菓、書道・茶道、グローバル研究、物理科学、保育同好会、理科同好会、自由学習研究会
★は強化指定部

## 著名な出身者
- 益荒雄広生（元大相撲 関脇 、2年次終了時点で中退）
- 升野 英知 (現バカリズム、お笑い芸人)
- 辛島航（プロ野球選手、 東北楽天ゴールデンイーグルス）
- 白濱快起（プロ野球選手、 千葉ロッテマリーンズ）
- 渡辺健史（元プロ野球選手、福岡ソフトバンクホークス）
- 村越凱光（プロサッカー選手、松本山雅FC）
- 川前陽斗（プロサッカー選手、バレイン下関）
- 高尾流星（プロサッカー選手、ヴァンラーレ八戸）
- 中島瑞葵 (プロボウラー)
- 藤原大翔 （プロ野球選手、福岡ソフトバンクホークス）
- 藤井葉大（プロサッカー選手、ファジアーノ岡山）

## 通学手段
- 西鉄バス立岩・宮ノ下バス停
- JR九州 新飯塚駅から徒歩10分